# Robert Anderson (skådespelare)
Robert Anderson, född 22 juli 1890 i Odense, Danmark, död 25 juni 1963 i Woodland Hills, var en amerikansk skådespelare inom stumfilm. Han har bland annat medverkat i filmen Fresterskan från 1926.

## Filmografi i urval
- 1926 – Fresterskan
- 1928 – Vita skuggor på Söderhavet